# Óscar López (periodista)
Óscar López és un periodista especialitzat en el sector cultural. En els darrers anys el món del llibre ha ocupat una part essencial del seu treball desenvolupat, indistintament, en el mitjans televisiu, radiofònic i escrit. A televisió va formar part de l'equip que va fundar el programa Continuarà a la 2 de TVE; va presentar la secció de llibres del programa La Columna de Julia Otero a TV3 durant 4 anys; va dirigir i presentar el programa Més llibres de Barcelona Televisió sobre l'Any del Llibre i la Lectura. En aquesta mateixa cadena co-presentà, amb Judit Mascó, el magazine nocturn Betrópolis i dirigí i presentà el programa de gastronomia i cultura Plat Combinat. A la ràdio ha presentat i col·laborat en programes de la Cadena Ser, Catalunya Ràdio, Onda Cero, Ona Catalana, RAC 1 i COM Ràdio. A nivell escrit ha col·laborat a la revista Qué Leer, de la que va ser membre de l'equip fundador, així com a Tiempo, Ajoblanco, Man o Mercurio, i a diaris com La Vanguardia i El Periódico. Des del 2007 és el director i presentador del programa de llibres Página Dos de TVE, guardonat en nombroses ocasions. També realitza una secció de llibres, els diumenges, al programa A vivir que son dos días de la Cadena Ser que presenta Javier del Pino.